# Eerste klasse 2019-20 (vrouwenvoetbal België)

Het seizoen 2019/20 van de Belgische Eerste Klasse vrouwenvoetbal was het 49e seizoen in totaal en het 8e als tweede niveau.  Het ging van start gegaan in de zomer van 2019 en had moeten eindigen in de lente van 2020, maar werd onderbroken wegens de coronacrisis. Daardoor waren er geen sportieve stijgers of dalers.

## Clubs
Van de veertien ploegen in de vorige editie van Eerste Klasse waren er twee niet meer bij in deze jaargang: Club Brugge werd tweede maar kreeg een licentie voor de Super League; KVK Svelta Melsele eindigde als laatste en moest na twee jaar alweer terug naar Tweede klasse). De ploeg die als voorlaatste eindigde, Famkes Westhoek Diksmuide Merkem, werd gered door de uitbreiding van Eerste klasse naar zestien ploegen.

### Gepromoveerde teams
Zwevezele en OH Leuven B werden kampioen in hun reeks in Tweede klasse, en promoveerden dan ook naar de Eerste Klasse. Ook KV Mechelen promoveerde, als hoogst geklasseerde tweedeklasser met een mannenploeg in Eerste klasse A. Eva's Tienen promoveerde als nummer twee van reeks B ook naar Eerste klasse (na één seizoen afwezigheid).

### Per provincie
Het zwaartepunt ligt in de provincie Antwerpen, met vier ploegen). Drie ploegen komen uit  Oost-Vlaanderen en even veel uit de voetbalprovincie Brabant. De resterende zes ploegen komen uit Henegouwen (1), Limburg (2), Luik  (1) en West-Vlaanderen (2). Luxemburg en Namen hebben geen vertegenwoordiger in Eerste klasse.
| Nr | Stamnr | Club                 | Plaats                 | Seiz | Op rij | Beste                              | 2018-19                     |
| -- | ------ | -------------------- | ---------------------- | ---- | ------ | ---------------------------------- | --------------------------- |
| 1  | 9358   | White Star Woluwe    | Sint-Lambrechts-Woluwe | 15   | 15     | Kampioen (2019)                    | Kampioen                    |
| 2  | 7      | AA Gent B            | Gent                   | 5    | 5      | Kampioen (2017)                    | 03e                         |
| 3  | 9423   | Moldavo              | Mol                    | 5    | 5      | 04e (2019)                         | 04e                         |
| 4  | 90     | Eendracht Aalst      | Aalst                  | 31   | 7      | Landskampioen (5x)                 | 05e                         |
| 5  | 4466   | Massenhoven          | Massenhoven            | 5    | 5      | 04e (2016)                         | 06e                         |
| 6  | 5381   | Zulte Waregem        | Zulte                  | 14   | 7      | 15e in BeNe League (2013)          | 07e                         |
| 7  | 1708   | Union Saint-Ghislain | Saint-Ghislain         | 8    | 8      | 03e (2018)                         | 08e                         |
| 8  | 8238   | KRC Genk B           | Genk                   | 2    | 2      | 09e (2019)                         | 09e                         |
| 9  | 9321   | Tongeren DV          | Tongeren               | 6    | 6      | 06e (2018)                         | 10e                         |
| 10 | 3029   | Kontich              | Kontich                | 12   | 6      | 8e in BeNe League (2013)           | 11e                         |
| 11 | 16     | Standard B           | Luik                   | 7    | 7      | Kampioen (2016)                    | 12e                         |
| 12 | 9040   | Famkes               | Diksmuide              | 10   | 5      | 05e (2017)                         | 13e                         |
| 13 | 6142   | OH Leuven B          | Leuven                 | 5    | 1      | 06e (2014)                         | Kampioen in Tweede klasse B |
| 14 | 6039   | Zwevezele            | Wingene                | 1    | 1      | Kampioen in Tweede klasse A (2019) | Kampioen in Tweede klasse A |
| 15 | 9527   | Eva's Tienen         | Tienen                 | 41   | 1      | Landskampioen (2008)               | 2e in Tweede klasse B       |
| 16 | 25     | KV Mechelen          | Mechelen               | 1    | 1      | 3e in Tweede klasse B (2018)       | 4e in Tweede klasse B       |

## Eindklassement

### Tabel
| #   | Team                 | GW | Win | Gel | Ver | Voor | Tegen | Saldo | Pnt | Opm |
| --- | -------------------- | -- | --- | --- | --- | ---- | ----- | ----- | --- | --- |
| 1.  | Eendracht Aalst      | 21 | 19  | 0   | 2   | 66   | 10    | +56   | 57  |     |
| 2.  | White Star Woluwe    | 19 | 14  | 2   | 3   | 52   | 22    | +30   | 44  |     |
| 3.  | AA Gent B 1          | 19 | 11  | 4   | 4   | 56   | 20    | +36   | 37  |     |
| 4.  | Moldavo              | 19 | 11  | 1   | 7   | 37   | 35    | +2    | 34  |     |
| 5.  | OH Leuven B 1*       | 19 | 10  | 2   | 7   | 55   | 31    | +24   | 32  |     |
| 6.  | Zulte Waregem        | 20 | 8   | 4   | 8   | 32   | 38    | -6    | 28  |     |
| 7.  | Standard B 1         | 20 | 7   | 5   | 8   | 34   | 33    | +1    | 26  |     |
| 8.  | Kontich              | 21 | 8   | 2   | 11  | 38   | 62    | -24   | 26  |     |
| 9.  | Eva's Tienen *       | 21 | 7   | 5   | 9   | 25   | 28    | -3    | 26  |     |
| 10. | Union Saint-Ghislain | 20 | 7   | 3   | 10  | 26   | 40    | -14   | 24  |     |
| 11. | Famkes               | 20 | 7   | 2   | 11  | 33   | 52    | -19   | 23  |     |
| 12. | KRC Genk B 1         | 21 | 7   | 2   | 12  | 37   | 57    | -20   | 23  |     |
| 13. | Massenhoven          | 21 | 5   | 4   | 12  | 32   | 45    | -13   | 19  |     |
| 14. | Zwevezele *          | 20 | 5   | 2   | 13  | 24   | 47    | -23   | 17  |     |
| 15. | KV Mechelen *        | 21 | 5   | 2   | 14  | 21   | 48    | -27   | 17  |     |
| -.  | Tongeren             | 0  | 0   | 0   | 0   | 0    | 0     | +0    | 0   |     |

### Legenda
| Kleur | Resultaat                                                              |
| ----- | ---------------------------------------------------------------------- |
|       | Theoretisch recht op promotie naar de Super League                     |
|       | Degradatie naar Tweede klasse (theoretisch)                            |
| 1     | B-ploeg die mag niet stijgen omdat de A-ploeg een divisie hoger speelt |
| *     | Gepromoveerd voor aanvang van dit seizoen                              |
| °     | Gedegradeerd voor aanvang van dit seizoen                              |
|       | Mathematisch zeker van de titel                                        |
|       | Gepromoveerd na dit seizoen                                            |
|       | Gedegradeerd na dit seizoen                                            |

### Promoverende ploegen
Na dit seizoen mochten drie ploegen promoveren naar de uitgebreide Super League omdat ze een licentie hadden behaald: kampioen Eendracht Aalst, White Star Woluwe en Zulte Waregem. Eva's Tienen (de negende) had ook een licentie verkregen, maar werd gepasseerd ten voordele van de nieuw opgerichte damestak van Sporting Charleroi.

### Degraderende ploegen
Tongeren DV gaf nog voor het seizoensbegin algemeen forfait, verder moest niemand degraderen omdat door de uitbreiding van de Super League van zes naar tien ploegen sowieso enkele plaatsen waren vrijgekomen.